# Stýpsi
Stýpsi är en ort i Grekland.   Den ligger i prefekturen Nomós Lésvou och regionen Nordegeiska öarna, i den östra delen av landet, 260 km nordost om huvudstaden Aten. Stýpsi ligger 403 meter över havet och antalet invånare är 1 020. Den ligger på ön Lesbos.
Terrängen runt Stýpsi är huvudsakligen kuperad, men åt nordväst är den platt. Runt Stýpsi är det glesbefolkat, med 19 invånare per kvadratkilometer. Närmaste större samhälle är Agía Paraskeví, 8,4 km sydost om Stýpsi. 